# Messier 100
Messier 100 (M100) även känd som NGC 4321, är en spiralgalax i den södra delen av stjärnbilden Berenikes hår. Den är en av de ljusaste och största galaxerna i Virgohopen och befinner sig ungefär 55 miljoner ljusår från Vintergatan, har en diameter av 107 000 ljusår och är cirka 60 procent större än denna.
Pierre Méchain upptäckte galaxen den 15 mars 1781 tillsammans med närliggande M98 och M99 och katalogiserades av landsmannen Charles Messier i hans katalog över nebulosor och stjärnhopar.. Den var en av de första spiralgalaxerna som upptäcktes, och listades som en av fjorton spiralnebulosor av Lord Rosse 1850.
NGC 4323 och NGC 4328 är satellitgalaxer av Messier 100. Den förstnämnda är förbunden med den av en bro av lysande materia.

## Egenskaper
Messier 100 anses vara en starburstgalax med den starkaste stjärnbildningsaktiviteten koncentrerad i centrum, inom en ring – faktiskt två tätt lindade spiralarmar fästa vid en liten kärnstav med en radie av cirka tusen parsek – där stjärnbildning har ägt rum i separata skurar under minst 500 miljoner år.
Som vanligt i spiralgalaxer i Virgohopen, förekommer i resten av skivan både stjärnbildning och neutralt väte, av vilket M100 har underskott jämfört med isolerade spiralgalaxer av liknande Hubbletyp, och är spridda inom galaxens skiva, vilket orsakas av interaktioner med intraklustermediet i Virgo.

## Supernovor
Sju supernovor har identifierats i M100.
- I mars 1901 hittades den första, SN 1901B,[5] en supernova av typ I med magnitud på 15,6 vid 110 bågsekunder väster och 4 bågsekunder norr om dess kärna.
- SN 1914A [5] upptäcktes därefter i februari till mars 1914 vid 24 bågsekunder öster och 111 bågsekunder söder om dess kärna. Dess typ var obestämd men hade en magnitud på 15,7.
- Galaktisk observation från tidigt till mitten av 1960-talet ledde till upptäckten av SN 1959E, en annan typ I supernova,[5] med den svagaste magnituden, 17,5, bland de fem funna, vid 58 bågsekunder öster och 21 bågsekunder söder om dess kärna.
- Den 15 april 1979 upptäcktes den första supernovan av typ II som hittades i M100-galaxen; emellertid bleknade stjärnan SN 1979C[5] snabbt. Senare observationer i röntgen- till radiovåglängder visade dess kvarlevor.
- Den femte supernovan, stjärnan SN 2006X, upptäcktes den 7 februari 2006[5] och hade en magnitud på 15,3 när den upptäcktes två veckor innan den bleknade till magnitud +17.
- Supernova SN 2019ehk, som upptäcktes den 29 april 2019, nådde en topp magnitud på ca 15,8.
- Den sjunde supernovan, SN 2020oi, upptäcktes den 7 januari 2020. Det var en supernova typ Ic, som nådde en toppmagnitud på 17,7.[5]